# Dendrophylax varius
Dendrophylax varius là một loài thực vật có hoa trong họ Lan. Loài này được (J.F.Gmel.) Urb. mô tả khoa học đầu tiên năm 1918.